# Cellule terroriste
 (décembre 2023).
Si vous disposez d'ouvrages ou d'articles de référence ou si vous connaissez des sites web de qualité traitant du thème abordé ici, merci de compléter l'article en donnant les références utiles à sa vérifiabilité et en les liant à la section « Notes et références ».
Une cellule terroriste est un groupe formé de quelques individus intégrés localement à la population et susceptible de s'unir le moment venu pour l'exécution d'actes de destruction de biens ou de personnes selon les pratiques et directives d'une organisation terroriste. Le nombre de membres, leurs relations et celles avec d'autres cellules, sont limités et fortement contraints par la nécessité de ne pas éveiller l'attention des forces de police ou de renseignement dans l'exécution de leur plan.